# Musée de la culture mondiale
Le Musée des Cultures du Monde (Världskulturmuseet) est situé à Göteborg (Suède), à proximité de l'Universeum et du parc Liseberg.
Les architectes sont Cécile Brisac et Edgar Gonzalez.